# Алкета
Алкета (др.-греч. Ἀλκέτας; около 355 года до н. э. — погиб в 319 году до н. э. в Термессосе) — македонский военачальник, брат диадоха Пердикки.
Во время походов Александра Македонского Алкета руководил одним из таксисов македонской армии из орестийцев и линкестийцев. После смерти Александра в 323 году до н. э. регентом Македонской империи стал брат Алкеты Пердикка. На службе у брата Алкета получил в управление войско, с которым стал правителем над гористой областью на юге Малой Азии Писидией.
После гибели Пердикки в 321 году до н. э. Алкета был объявлен вне закона и приговорён к смерти. Во время сражения при Кретополе армия Алкеты была разбита Антигоном Одноглазым. Сам военачальник бежал в Термессос, где вскоре был вынужден, чтобы не попасть в плен, покончить жизнь самоубийством. Жители города похоронили Алкету с большими почестями. Его гробница сохранилась и является одной из достопримечательностей в Турции.

## Происхождение. Участие в походах Александра Македонского
Алкета был сыном представителя знатного верхнемакедонского рода Орестиды Оронта, который имел родственные связи с царской династией Аргеадов. Старшим братом Алкеты был Пердикка. Предположительно Алкета родился около 355 года до н. э.
В 331/330 году до н. э. Алкета стал таксиархом и возглавил полк македонской армии из орестийцев и линкестийцев, сменив на этой должности брата. Впервые Алкета упоминается в античных источниках при описании Горной войны 327 года до н. э. Александр отправил полки Алкеты, Полисперхона и Аттала в Паретакену под командованием Кратера, где ещё не сложили оружие военачальники Катан и Австан. Македонский царь во время кофенского похода поручил Алкете, вместе с Атталом и гиппархом Деметрием осаждать Оры. Во время битвы при Гидаспе в 326 году до н. э. Александр оставил полки Алкеты, Полиперхона и конницу Кратера для охраны лагеря. Им было приказано не начинать переправу до тех пор, пока Пор находится на другом берегу, либо не потерпит поражения.
Согласно Плутарху, Алкета был одним из македонян, которым Александр писал письма по личным, не связанным с выполнением военных приказов, вопросам.

## На службе у брата Пердикки
После смерти Александра в 323 году до н. э. регентом Македонской империи стал брат Алкеты Пердикка. По одной из версий, Алкета участвовал в устранении второго регента и, соответственно, главного на тот момент соперника брата Мелеагра. Алкета уговаривал брата породниться с наместником Македонии Антипатром и жениться на его дочери Никее. Таким образом, Алкета был среди тех советников Пердикки, которые выступал за союз с Антипатром, так как власть регента империи была безграничной лишь в Азии, в то время как в Европе являлась номинальной. Однако брак не состоялся, так как Пердикка по совету Эвмена начал переговоры о брачном союзе с сестрой Александра Клеопатрой. Такое непостоянство со стороны Пердикки добавило ему политических врагов. Также Пердикка сватался к внучке Филиппа II Эвридике. Однако её мать Кинана предпочла для своей дочери единокровного брата Александра Филиппа III Арридея. С небольшим войском, несмотря на противодействие Антипатра, она пересекла Геллеспонт. Пердикка поручил Алкете не допустить появления Кинаны в Вавилоне и доставить её живой или мёртвой к себе в лагерь. Однако, когда армия Алкеты встретила отряд Кинаны, то македоняне отказались вступать в бой с дочерью Филиппа II. Выполняя приказ брата, Алкета убил Кинану. Когда об этом узнали воины, то были настолько сильно возмущены, что собирались устроить мятеж. Пердикка с трудом успокоил своё войско лишь разрешением на брак между Филиппом III Арридеем и Эвридикой.
В 322/321 году до н. э. Алкете было даровано гражданство Эфеса
Вскоре после смерти Александра началась серия войн за власть в громадной Македонской империи. Пердикка решил отправиться на завоевание Египта, власть в котором захватил Птолемей I. Главнокомандующим войск в Малой Азии, которому надлежало выступить против Антипатра и Кратера, был назначен Эвмен. В помощники к Эвмену были направлены Алкета и сатрап Армении Неоптолем с их войсками. Согласно Плутарху, Алкета отказался от участия в военных действиях, «говоря, что его македоняне с Антипатром воевать стыдятся, а Кратеру даже сами готовы подчиниться — так велико их расположение к этому человеку», что не помешало Эвмену одержать решительную победу у Геллеспонта в 321 году до н. э.. Реальные причины, по которым Алкета отказался присоединить своё войско к армии Эвмена, могут отличаться от изложенных у Плутарха. Военачальники враждовали между собой, что было обусловлено как внутренними, так и политическими разногласиями. Соответственно, Алкета не хотел подчинить своё войско верховному командованию Эвмена — своего политического оппонента в лагере сторонников Пердикки.
Во время похода в Египет брат Алкеты Пердикка был убит. Во время последующего передела империи в Трипарадисе Алкета вместе с пятьюдесятью приближёнными к Пердикке военачальниками был объявлен вне закона и приговорён к смерти. Непосредственным поводом для такого решения стала гибель Кратера и других македонян во время битвы у Геллеспонта с Эвменом. Командование армией, которой следовало уничтожить остатки войск лояльных Пердикке военачальников, было поручено Антигону Одноглазому.

## После смерти Пердикки. Гибель
В этих условиях Алкета сумел приобрести симпатии писидийцев, так как щедро одаривал подчинённых и позволял им оставлять половину военной добычи. Диодор Сицилийский писал: «Алкета, не имея сторонников в Азии после смерти Пердикки, решил проявить доброту к писидийцам, думая, что он будет в безопасности, как союзник людей, которые слыли воинственными и которые обладали труднодоступной страной, а также приобретёт оплот. По этой причине во время походов он чествовал их чрезвычайно выше всех союзников и позволял им грабёж вражеских земель, выделяя им половину добычи. Используя самые дружественные речи в разговоре с ними, каждый день приглашая самых выдающихся из них, в свою очередь, к своему столу на пирах, и, наконец, в чествуя многих из них с дорогими подарками, он приобрёл в них преданных сторонников».
Писидия располагалась в гористой местности с большим количеством укреплённых крепостей на юге Малой Азии. Благодаря своему географическому месторасположению она могла стать неприступной базой для постоянных вылазок. На северном побережье Малой Азии реальной властью обладал Эвмен. В этих условиях все, кто сохранял верность памяти Пердикки, направились в Малую Азию. Среди них был и зять Пердикки, а также наварх его флота Аттал вместе с братом Полемоном, военачальник Доким, а также бывший сатрап Сирии Лаомедон. Совместными усилиями Алкета и Аттал победили карийского сатрапа Асандра, который признавал верховную власть Антипатра.
Однако несмотря на значительные силы, «партия Пердикки» не смогла достичь единства. Ни Алкета, ни Аттал не были готовы подчиниться более сильному и талантливому Эвмену, своей зависти к которому они не скрывали и при жизни Пердикки. Послам Эвмена, который предлагал союз, они ответили: «Алкета — брат Пердикки, Аттал — его зять, а Полемон — брат последнего, им подобает начальство и их распоряжениям должен подчиниться Эвмен».
Вскоре Антигон, чьё войско одержало победу над Эвменом при Оркинии и находилось на зимних квартирах в Каппадокии, получил информацию о местонахождении и планах Алкеты. Он форсированным маршем достиг Кретополя. Алкета с военачальниками не ожидали появления армии Антигона. Эффект неожиданности позволил Антигону занять горные вершины и труднодоступные проходы раньше, чем войско Алкеты узнало о приближении врага. Алкета со своими всадниками постарался выбить врага с одной из высот, но потерпел неудачу. Антигон постарался отрезать отряд Алкеты от основных сил. Алкете с большим трудом удалось пробиться к городу. Последующее сражение было проиграно. После разгрома Алкета со своими гипаспистами, пажами и сохранившими верность писидийцами, которых насчитывалось около 6 тысяч, бежал на юг в Термессос.
Жители города приняли Алкету и подтвердили свою верность «партии Пердикки». Однако, когда Антигон со всем своим войском подошёл к Термессосу и потребовал выдачи Алкеты, в городе возник раскол. Одна часть жителей, преимущественно молодёжь, выступали за войну, другая — выдачу Алкеты Антигону. Ситуация завершилась благодаря военной хитрости и предательству. Антигону был предложен следующий план действий: в течение нескольких дней он будет совершать незначительные вылазки, а когда термесское войско выйдет на сражение, он сымитирует отступление, чтобы началось преследование. В это время, когда большинство сторонников Алкеты будут сражаться, сам военачальник будет взят в плен или убит, а затем живым или мёртвым выдан Антигону. Историки датируют событие 320 или 319 годами до н. э.
Антигон согласился с предложенным планом. Когда Алкета осознал предательство, то покончил жизнь самоубийством. Тело было передано людям Антигона. Военачальник приказал выставить труп Алкеты на всеобщее обозрение для осмеяния. Через три дня тело выбросили без погребения. Жители Термессоса подобрали его и устроили Алкете великолепные похороны. Гробница Алкеты сохранилась и является одной из достопримечательностей Турции.

### Исследования
- Гафуров Б. Г., Цибукидис Д. И. Александр Македонский и Восток. — М.: Наука, 1980.
- Дройзен И. Г. История эллинизма. — Ростов-на-Дону: Феникс, 1995. — Т. 2. — 544 с. — ISBN 5-85880-079-3.
- Киляшова К. А. Политическая роль женщин при дворе македонских царей династии Аргеадов. Диссертация на соискание учёной степени кандидата исторических наук / Научный руководитель доктор исторических наук, профессор Э. В. Рунг. — Казань: Казанский (Приволжский) федеральный университет, 2018.
- Шофман А. С. Распад империи Александра Македонского / Печатается по постановлению редакционно-издательского совета Казанского университета. Отв. редактор В. Д. Жигунин. — Казань: Издательство Казанского университета, 1984.
- Anson E. Eumenes of Cardia. A Greek among Macedonians (англ.). — 2nd. — Leiden & Boston: Koninklijke Brill, 2015. — xviii, 285 p. — (Mnemosyne Supplements, History and Archaeology of Classical Antiquity, vol. 383). — ISBN 978-90-04-29717-3.
- Bosworth A. B. The Legacy of Alexander: Politics, Warfare, and Propaganda under the Successors (англ.). — Oxford; New York: Oxford University Press, 2002. — xiii, 307 p. — ISBN 978-0-19-815306-1. — doi:10.1093/acprof:oso/9780198153061.001.0001.
- Heckel W. Alcetas // Who's Who in the Age of Alexander the Great: Prosopography of Alexander's Empire (англ.). — Malden; Oxford; Carlton: Blackwell Publishing, 2006. — P. 8—9. — ISBN 1-4051-1210-7. — doi:10.1002/9780470757604.
- Roisman Joseph. Alexander`s Veterans and the Early Wars of the Successors (англ.). — Austin: University of Texas Press, 2013. — xiv, 264 p. — ISBN 978-0-292-75431-7.
- Smith W. Alcetas // Dictionary of Greek and Roman Biography and Mythology. — Boston, 1870. — Vol. 1. — P. 98.